# Hunyani
Der Hunyani ist ein 260 km langer Nebenfluss des Sambesi in Simbabwe und Mosambik.

## Verlauf
Der Fluss entspringt in 1631 m Höhe westlich von Marondera in der Provinz Ostmaschonaland. Er fließt nach Nordwesten in die Provinz Westmaschonaland, wo er kurz hinter der Provinzgrenze zum Chiverosee (Lage) gestaut wird und gerade 20 km weiter zum Manyamesee (Lage). Von dort fließt er nach Norden nach Chinhoyi und weiter durch den semiariden Norden durch die Provinz Zentralmaschonaland nach Mosambik und dort etwa 25 km unterhalb von Kanyemba als Rio Panhame in die Cahora-Bassa-Talsperre.

## Hydrologie
Die Abflussmenge des Flusses wurde etwa 100 km vor der Mündung in Gururve  bei knapp der Hälfte des Einzugsgebiets (ohne Angwa und Dande) in m³/s gemessen (Werte aus Diagramm abgelesen).

## Stauseen
Die Stauseen des Hunyani sind sehr populäre Ausflugsziele der Menschen aus Harare. Doch der Hunyanipoort Dam des 26 km² großen Chiverosees, früher McIlwaine-See, wurde 1952 gebaut, um die Stadt mit Trinkwasser und die Bewässerungsanlagen der Landgüter flussabwärts zu versorgen. Später wurde der Manyamesee gestaut, früher Darwendale's Lake Robertson, der ebenfalls der Trinkwasserversorgung Harares dient und der Fischzucht. 
Hinter diesen beiden Stauseen sind die Wasser des Hunyani fast aufgebraucht. In der Trockenzeit erreicht er nicht mehr den Sambesi.